# شبه‌پول
شبه‌پول یک اصطلاح در علم اقتصاد است که به دارایی‌هایی گفته می‌شود که پول نقد نیستند اما با توجه به نقدشوندگی بالا می‌توانند به راحتی و بدون اتلاف قابل توجه به پول نقد تبدیل شوند.
موارد زیر از جمله نمونه‌های شبه‌پول است:
- حساب پس‌انداز
- صندوق سرمایه‌گذاری بازار پول
- سپرده مدت‌دار
- اوراق قرضه دولتی
- ارزهای خارجی به خصوص ارزهای با تبادلات زیاد از جمله دلار ایالات متحده، یورو و ین
- سپرده های دیداری
- سپرده های غیر دیداری

## پیشینه و مفهوم
در سه سده گذشته مفهوم پذیرفته شده پول در میان عامه از محدوده سکه‌های طلا و نقره فراتر رفته و اسکناس‌ها و حساب‌های سپرده‌ای را که با صدور چک قابل انقال هستند، را نیز دربرگرفته است. تا مدتی پیش اغلب اقتصاددان‌ها پول را به همین دایره محدود می‌کردند درحالیکه در حال حاضر چنین اتفاق نظری وجود ندارد. از همین رو ارائه تعریف درخوری برای پول در شرایط فعلی محل بحث است. از قرن هجدهم میلادی اقتصاددان شروع به تلقی مقدار پول در چرخه به عنوان یکی از مهم‌ترین متغیرهای اقتصادی کردند. با اختصاصی تر شدن مسئله در قرون نوزدهم و بیستم، عرضه پول به جهت ایجاد سهولت در مبادلات و امکان نقدشوندگی در دارایی‌ها نیز وارد مبحث این متغیرها گردید.
شبه‌پول اصطلاحی است که تحلیل گران اقتصادی جهت درک و اندازه‌گیری نقدشوندگی دارایی‌های مالی به کارمی گیرند. یافتن برداشتی صحیح از این مسئله در تحلیل شرایط مالی، مدیریت عرضه پول، مدیریت ثروت، تبدیل معادل نقدی و محاسبه ریسک ضروری به نظر می‌رسد.
نقدشوندگی و شرایط شبه‌پول بسته به دوره زمانی متغیر است و هزینه یا جریمه‌های معاملاتی مربوط به نقد کردن نیز بر آن اثر گذار می‌باشد.